# Almuth Lütkenhaus

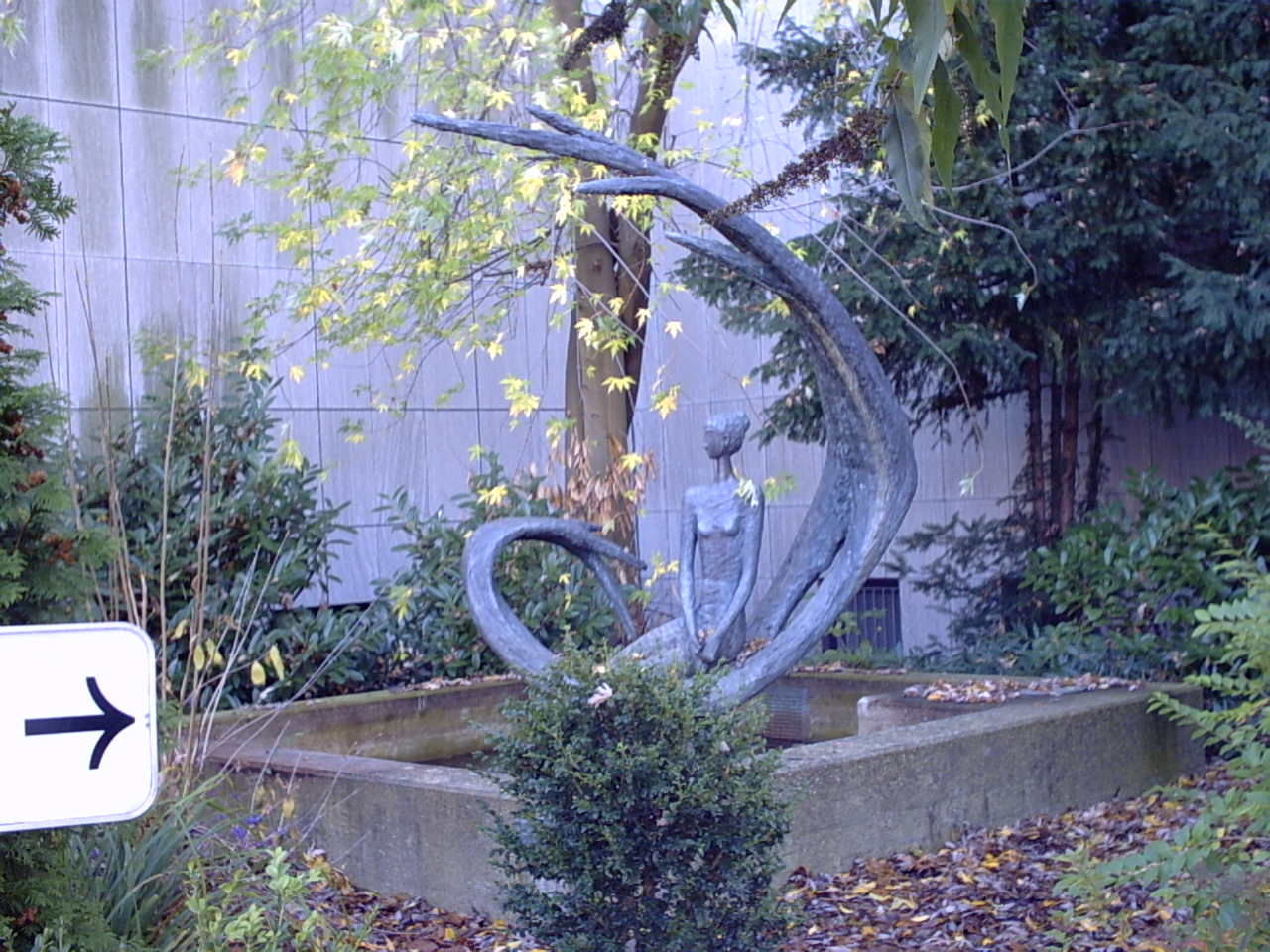
"Geborgenheit", Hamm/Westfalen, AOK-Gebäude Ecke Sedanstr./Bismarckstr.

Almuth Katharina Lütkenhaus (geb. Wirsing; * 8. März 1930 in Hamm; † November 1996 in Hamilton (Ontario)) war eine bildende Künstlerin. Zahlreiche ihrer Bronzeplastiken befinden sich im öffentlichen Raum in Deutschland und Kanada.

## Leben

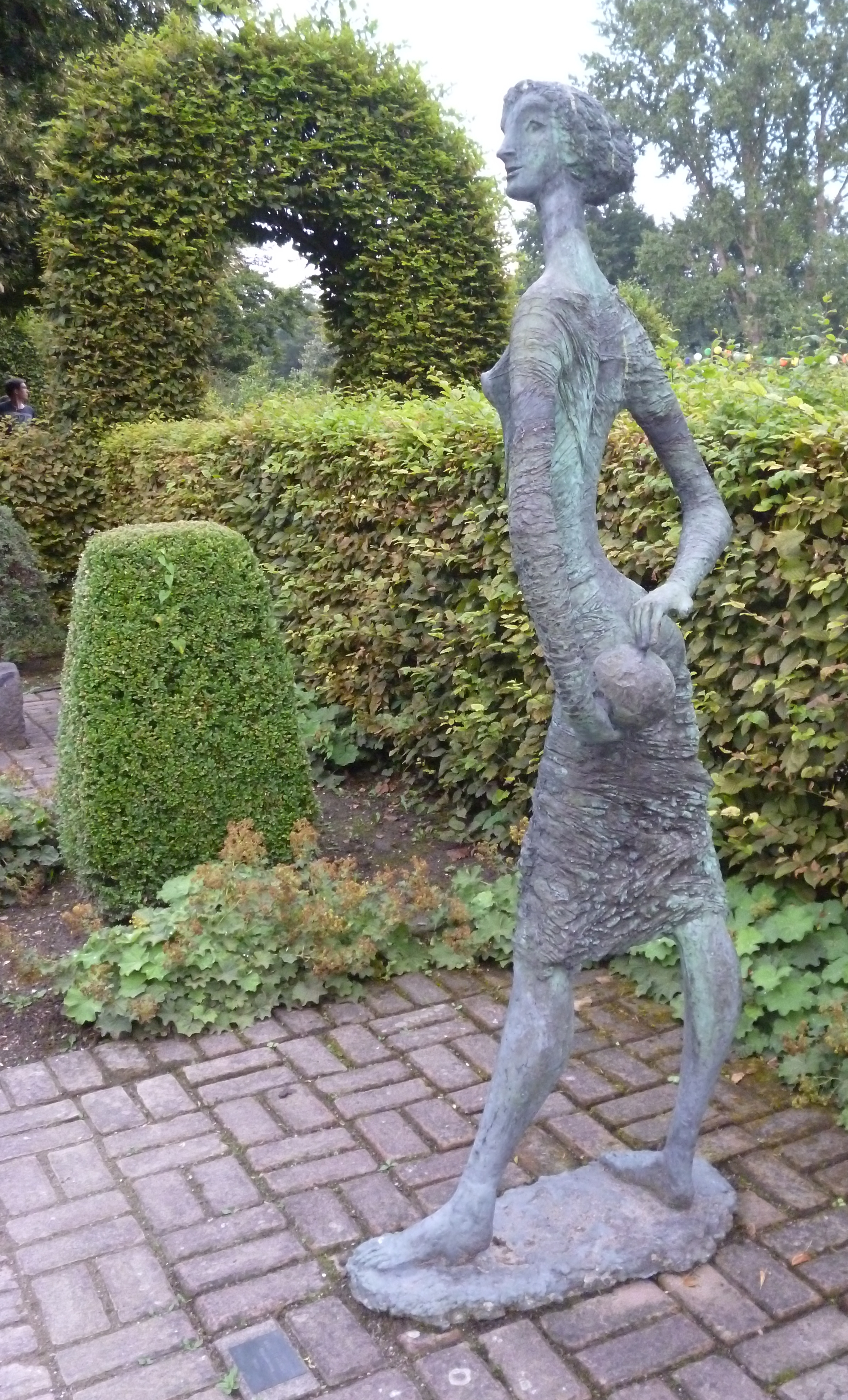
"Mädchen mit Ball", Dortmund, Westfalenpark

Von 1948 bis 1952 studierte sie an den Werkkunstschulen Dortmund und Münster. 1952 heiratete sie den Künstler Erich Lütkenhaus (1924–2010). 1956 wurde sie in Münster mit dem Kunstpreis Jung-Westfalen für Plastik ausgezeichnet. 1961 zeigte das Gustav-Lübcke-Museum in Hamm Monotypien, Zeichnungen und Plastiken von ihr. Sie lebte und arbeitete in Hamm und nach der Trennung von ihrem Ehemann in Soest, bevor sie 1966 mit ihrem zweiten Mann nach Kanada übersiedelte und sich in Ontario niederließ.
In Folge schuf sie mehr als 25 lebensgroße Skulpturen für öffentliche Gebäude sowie zahlreiche kleinere Skulpturen und fertigte Büsten von befreundeten Künstlern wie Barker Fairley, Dorothy Livesay, Robertson Davies und Margaret Laurence. Zu Aufsehen und längeren Kontroversen führte ihre 1986 in Toronto aufgestellte Kreuzigungsdarstellung Crucified Woman, die Skulptur einer 2,5 Meter hohen nackten Frau, deren ausgestreckte Arme mit dem Körper ein Kreuz bilden. Ihre Skulpturen wurden mehrfach ausgezeichnet, ebenso ihr Film Living Bronze, der ihre Arbeit an einer ihrer Skulpturen dokumentiert.
Außerdem unterrichtete sie Kunst am St. Mildred College in Oakville und war Mitgründerin der Künstlergruppe Oakville Group. Im Jahr 1968 gründete sie die Abteilung für Bildhauerei am Mohawk College, Hamilton. Als Artist in Residence war sie von 1981 bis 1985 an der Ottawa School of Art tätig.
Während einiger Jahre vor ihrem Tod war sie krankheitsbedingt nicht mehr in der Lage, die anstrengende Arbeit als Bildhauerin weiterzuführen und wandte sich daher dem kreativen Schreiben zu. Sie starb im November 1996.

## Werke (Auswahl)

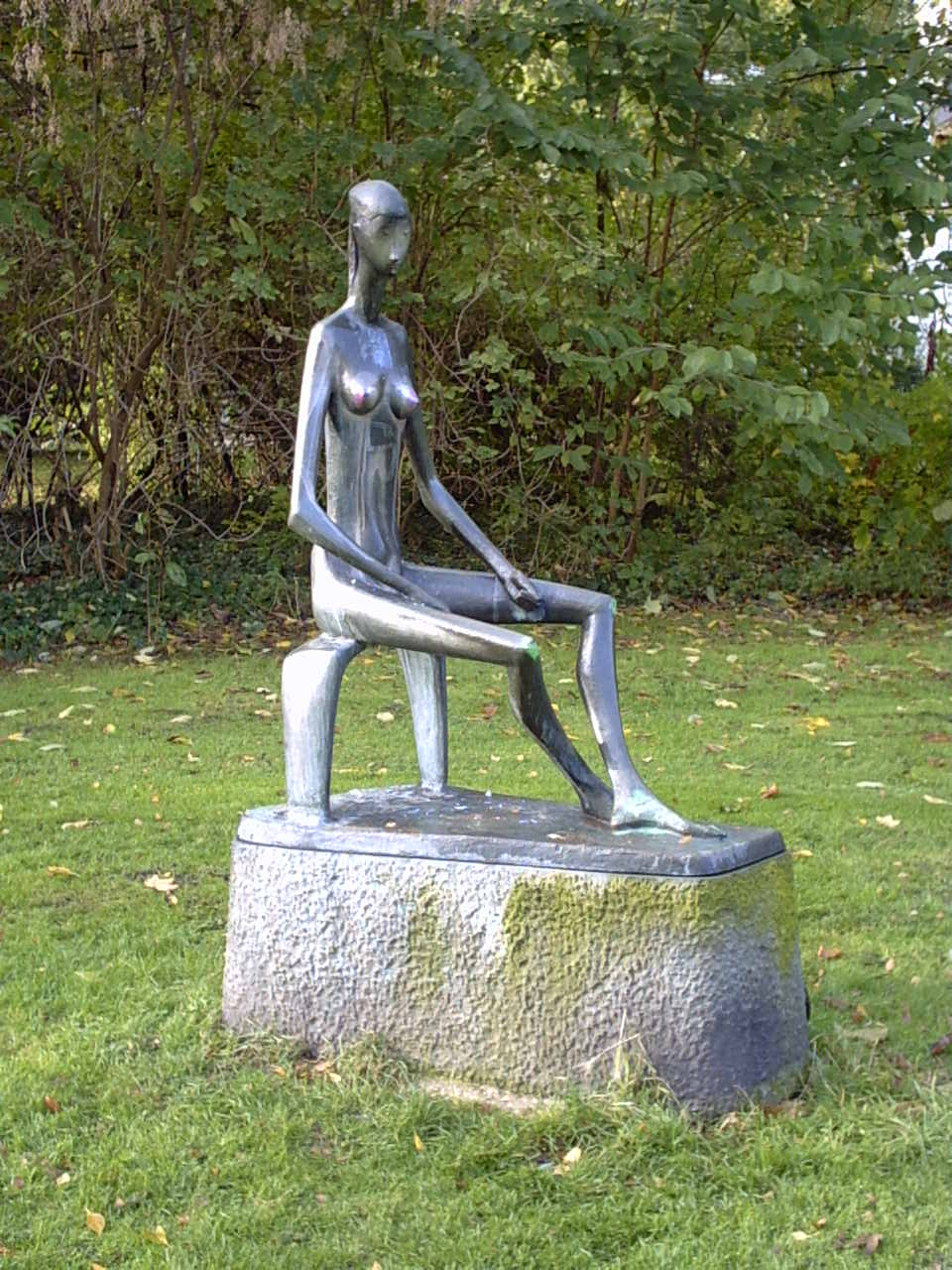
"Die Sitzende", Hamm, Rothebachpark

- Skulptur Die Sitzende, 1976–1978, Hamm-Mitte, Rothebach-Park
- Skulptur Pan, Standort: Soest, Amt für Agrarordnung, Stiftstraße
- Brunnenfigur an der Hildegardis-Schule, 1957, Bochum[5]
- Figurengruppe Ziegenhüter, 1964, Maischützenschule Bochum-Werne[6]
- Skulptur Family Group, 1972, Toronto, Front Street
- Skulptur Crucified Woman, 1986, Emmanuel-College an der theologischen Fakultät der University of Toronto
- Skulptur Winged Man, 1977, Toronto, 1900 Bayview Avenue
- Skulptur Geborgenheit, 1978, Hamm, Sedanstraße, Ecke Friedrichstraße/Bismarckstraße
- Skulptur Phoenix Rising, 1990, Ottawa, Ontario, Artis Reit plaza